# Karolinska förbundet
Karolinska förbundet är en ideell förening bildad 1910 med syfte att verka för forskning och kunskapsspridning om den karolinska tiden i Sveriges historia, det vill säga åren 1654–1718. 
Karolinska förbundets årsbok har utkommit i obruten följd sedan starten. Innehållet speglar forskningen om epokens politiska, militära, ekonomiska, sociala och kulturella historia.
Vid två årligen återkommande sammankomster erbjuds vetenskapligt hållna föreläsningar samt sociala aktiviteter i historiska miljöer.
Bland förbundets ordförande märks prins Carl 1910–1925, Carl Hallendorff 1925–1929 och Helge Almquist  från 1929. Bland sekreterarena och redaktörerna för årsboken Arthur Stille 1910–1922, Nils Herlitz 1922–1925 och Sten Bonnesen från 1925.